# Abissale (singolo)
Abissale è un singolo del cantautore Italiano Tananai, pubblicato il 12 ottobre 2022 come sesto estratto dal secondo album in studio Rave, eclissi.

## Descrizione
Il brano è stato scritto, composto e prodotto dallo stesso cantautore??, con la collaborazione di Enrico Wolfgang Leonardo Cavion. Il cantante ha raccontato il significato del brano:
(Tananai)

## Accoglienza
Fabio Fiume di All Music Italia assegna al brano un punteggio di 8 su 10, soffermandosi sia sul tema affrontato nel brano, scrivendo che "il cantautore approda alla canzone d'amore e lo fa con tutto il tatto e la padronanza possibili", che sulla produzione e composizione, ritenuta "semplicissima nella costruzione e immediata nell’arrivo emotivo".
Anche Giulia Ciavarelli di TV Sorrisi e Canzoni nota il cambiamento delle sonorità della musica del cantante, scrivendo che e si cimenta "in una ballad più intima e malinconica" dei precedenti singoli in cui aveva "espresso la sua anima più elettronica".
Gabriele Fazio dell'Agenzia Giornalistica Italia ha affermato che l'artista, nonostante l'insuccesso al Festival di Sanremo, si sia dimostrato "un talento sghembo e colorato, del tutto autentico" e con questa ballad dimostri la sua "autenticità".

## Video musicale
Il video, diretto da Olmo Parenti, è stato pubblicato disponibile il 17 ottobre 2022 attraverso il canale YouTube del cantautore. Le riprese sono tratte da un esperimento sociale di Parenti consistente nel lasciare il cantante immobile in via Dante nel centro storico di Milano per ore, catturando la reazione dei passanti, come raccontato dallo stesso Alberto Cotta Ramusino:
(Tananai)
Giuditta Avellina di GQ Italia riporta che il video musicale di accompagnamento al brano aderisce al suo significato di "dolceamaro arrendersi all'evidenza", associandolo a una performance di arte contemporanea che pone la questione di "cosa succede nel proprio mondo interiore mentre intorno la vita scorre".
Alessio Rosa di Videoclip Italia invece riporta che "la star ridotta a semplice oggetto come fosse uno strumento acchiappa-like usa e getta, sono solo alcuni dei possibili livelli di lettura di un’operazione che funziona anche (e non è un dettaglio secondario, anzi) come marketing".

## Tracce
Testi di Alberto Cotta Ramusino, musiche di Alberto Cotta Ramusino ed Enrico Wolfgang Leonardo Cavion.
1. Abissale – 3:22

## Classifiche

### Classifiche settimanali
| Classifica (2023) | Posizione massima |
| ----------------- | ----------------- |
| Italia            | 11                |

### Classifiche di fine anno
| Classifica (2023) | Posizione |
| ----------------- | --------- |
| Italia            | 47        |